# Laguna de Matancilla
Laguna de Matancilla är en sjö i Chile.   Den ligger i regionen Región de O'Higgins, i den södra delen av landet, 110 km söder om huvudstaden Santiago de Chile. Laguna de Matancilla ligger 1 273 meter över havet.
Trakten runt Laguna de Matancilla är ofruktbar med lite eller ingen växtlighet. Runt Laguna de Matancilla är det glesbefolkat, med 11 invånare per kvadratkilometer.